# Berroeta
Berroeta es una localidad española perteneciente al municipio de Baztán, en la Comunidad Foral de Navarra. En el año 2010 contaba con una población de 123 habitantes.

## Situación
Se encuentra situada en el valle de Baztan al pie del puerto de Velate, limita al sur con Almandoz y al norte con Aniz y Oronoz-Mugaire. Su altitud es 376 m.

## Monumentos

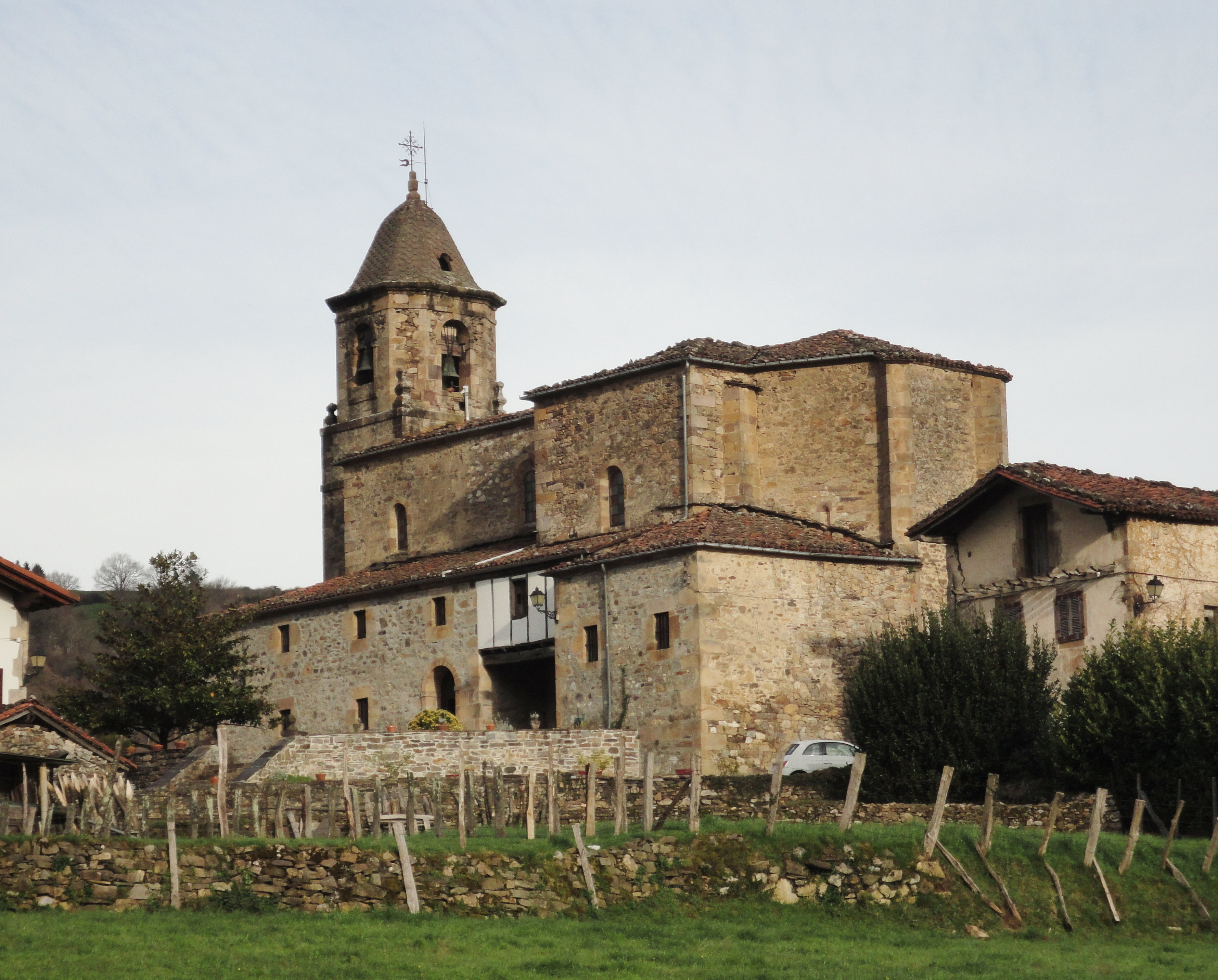
Iglesia de San Martín de Berroeta

- Iglesia de San Martín de Berroeta. Es un templo católico construido en el siglo XVI. Tiene planta de cruz latina y nave única. Cuenta con torre campanario y dos capillas barrocas construidas con posterioridad en el lateral del Evangelio.

## Equipamiento
- Albergue para peregrinos que realizan el Camino Baztanés hacia Santiago de Compostela, el cual discurre entre Bayona y Pamplona pasando por Elizondo y Berroeta.

## Vecinos ilustres
En 1826 el entonces párroco de Berroeta, Juan Nicolás de Echeverría Iturralde, publicó un catecismo traducido al dialecto baztanés del euskera del que se realizaron cuatro ediciones posteriores en Pamplona, los años 1852, 1859, 1875 y 1895.